# Alcmonavis poeschli
Alcmonavis poeschli — вид літаючих тероподів, що існував у титонському віці пізньої юри. Відомий за рештками правого крила, знайденого на території Німеччини. Порівняно з археоптериксом, мав краще розвинені м'язи крил, що може свідчити про ранній розвиток махового польоту вже в пізній юрі.